# Martin Rota
Martin Rota (* 7. února 1988, Kraslice) je český youtuber a vlogger. Rota daboval postavu Skeleta v české počítačové hře Blackhole, nebo postavy v Thor: Ragnarok nebo Emoji movie. Podle redakce serveru CDR se v roce 2015 Martin Rota řadil mezi nejúspěšnější YouTube tvůrce na českém a slovenském internetu. V roce 2015 se stal jednou z tváří „Jsme v tom společně“, kampaně iniciativy HateFree Culture. Vystudoval obor Informační technologie – aplikace osobních počítačů se zaměřením Správa počítačových sítí na Vyšší odborné škole a Střední průmyslové škole v Plzni.[chybí lepší zdroj]

## Tělesný handicap
Martin Rota se po neúspěšné operaci tukového nádoru na zádech musí již od dětství pohybovat o berlích. Navzdory svému handicapu se v roce 2009 stal prvním tělesně postiženým Čechem, který zdolal Kilimandžáro, nejvyšší horu Afriky, a dále roku 2015 Elbrus, nejvyšší horu Ruska. Jeho první dva pokusy o zdolání Elbrusu v roce 2013 byly neúspěšné, ovšem napotřetí 5642 m vysokou horu pokořil. V roce 2016 podstoupil operaci kvůli infekci v pravé noze. Šance na úspěch operace byla velmi malá a Rotovi nakonec musela být noha amputována. Dne 22. května 2025 mu byla amputována i druhá noha kvůli zhoršení.

## YouTube
Na YouTube se Rota věnuje či věnoval několika kanálům. Původně natáčel videa v angličtině, na kanálu Trolls News, poté se ale začal věnovat jiným kanálům, především pak názorovému kanálu Naprosto Retardovaný, ale také naučnému projektu Vědecké Kladivo, komediálnímu Ztráta Času, politickému Tak schválně, osobnímu kanálu Martin Rota nebo let's play kanálu Lepší než pracovat. Rotovu tvorbu sleduje celkem více než 250 tisíc odběratelů. Na svém hlavním kanálu Naprosto Retardovaný se často věnuje kontroverzním tématům, například útoku na redakci časopisu Charlie Hebdo (který mu vadil také kvůli následnému nárůstu islamofobie), případu vandalismu několika youtuberů nebo otázkám homosexuality, včetně adopce dětí homosexuály. Rota kritizoval účast organizace Greenpeace na akcích hnutí Fridays For Future. Dále v souvislosti s těmito protesty poukázal, že není možné v současné době (březen 2019) se plně zbavit emisí CO2. Rovněž uvedl, že moderní tepelné elektrárny patří k daleko ekologičtějším zdrojům elektrické energie, než tomu bylo v minulosti.
V průběhu roku 2016 spolupracoval s Úřadem vlády České republiky na tvorbě videa, které se týkalo problému udržitelného rozvoje české společnosti.
Taktéž spolupracuje s Patrikem Kořenářem na kanálu Zvědátoři. Zde vydávají denně od pondělí do pátku svůj pořad Proč to řešíme? a v pátek či v neděli vysílají stream Zpátky mimo téma. V minulosti vydávali sérii animovaných videí pod názvem Zvědátorský blok, kde v animované podobě připomínají svým divákům scény z pořadu Proč to řešíme?.

## Twitch
Martin Rota má také twitch kanál, na kterém streamuje Dotu 2, Factorio a jiné hry. V dnešní době (2020 a více) se na svém twitch kanále zaměřuje primárně na streamování informačních novinek nejen ze světa, ale také z Česka. Jeho kanál se jmenuje MrMartinRota.

## Česká televize
Martin Rota vystupuje společně s Patrikem Kořenářem v pořadu Kritika budoucnosti. V něm společně mluví s odborníky z různých oborů o technologiích a jejich možném budoucím využití.

## Politické působení
V komunálních volbách v roce 2022 kandidoval jako nestraník za Českou pirátskou stranu do Zastupitelstva městské části Praha 7 na 11. místě kandidátky, ale do zastupitelstva se nedostal.
Ve volbách do poslanecké sněmovny 2025 kandiduje na 16. místě kandidátky v Praze taktéž za Českou pirátskou stranu.